# Frédéric Druot
Frédéric Druot (gennaio 1958) è un architetto francese, diplomato alla scuola di architettura di Bordeaux nel 1984.

## Biografia
Partner dell'agenzia Épinard Bleu dal 1987 al 1990, ha vinto l'Albums de la jeune Architecture nel 1990  e ha fondato l'agenzia Frédéric Druot Architecture a Parigi nel 1991.

## Opere principali
- 2011: metamorfosi della torre del Bois-le-Prêtre, con Anne Lacaton e Jean-Philippe Vassal
- 2010: allestimento sale di ricevimento pubbliche, Ala del Ministro Nord e Sud, Palazzo di Versailles
- 2006: edificio detto "Bons-Enfants" del Ministero della Cultura, rue Saint-Honoré a Parigi, con Francis Soler[1]
- 2006: installazione di TV5 Monde in un edificio degli anni '80 in avenue de Wagram a Parigi. Consegna nel 2006.
- 1997: Riqualificazione di spazi per uffici presso il Centro nazionale d'arte e cultura Georges-Pompidou a Parigi, edificio 4 rue Brantôme.

## Premi e riconoscimenti
- 2002: Cavaliere dell'Ordine delle arti e delle lettere
- 2011: Prix d’Architecture du Moniteur: Équerre d’argent pour la Tour Bois-le-Prêtre.
- 2018: Global Award for Sustainable Architecture, assieme a Anne Lacaton e Jean-Philippe Vassal.[3]